# Zmarli w roku 1860
Lista osób zmarłych w 1860:

## styczeń 1860
- 5 stycznia – Jan Nepomucen Neumann, biskup Filadelfii, święty katolicki[1]
- 12 stycznia – Jan Zygmunt Skrzynecki, polski generał[2]
- 26 stycznia – Wilhelmine Schröder-Devrient, niemiecka śpiewaczka operowa, sopran[3]
- 27 stycznia – János Bolyai, matematyk węgierski[4]
- 30 stycznia – Tomasz Khuông, wietnamski ksiądz, męczennik, święty katolicki[5]

## luty 1860
- 7 lutego – Karol Sienkiewicz, polski poeta i historyk, współtwórca Biblioteki Polskiej w Paryżu, autor polskich słów Warszawianki[6]
- 29 lutego – George Bridgetower, brytyjski wirtuoz skrzypiec i kompozytor[7]

## kwiecień 1860
- 2 kwietnia – Elżbieta Vendramini, założycielka tercjarek franciszkanek elżbietanek, błogosławiona katolicka[8]
- 21 kwietnia – Jakub Szela, przywódca chłopów polskich w czasie rabacji galicyjskiej[9]

## maj 1860
- 12 maja – Charles Barry, angielski architekt, przedstawiciel eklektyzmu[10]

## czerwiec 1860
- 23 czerwca – Józef Cafasso, włoski duchowny katolicki, święty[11]

## lipiec 1860
- 10 lipca – Męczennicy z Damaszku[12]:
  - Mikołaj Maria Alberga y Torres, hiszpański franciszkanin, misjonarz, męczennik, błogosławiony katolicki[12]
  - Jan Jakub Fernandez, hiszpański franciszkanin, misjonarz, męczennik, błogosławiony katolicki[12]
  - Engelbert Kolland, austriacki franciszkanin, misjonarz, męczennik, błogosławiony katolicki[12]
  - Askaniusz Nicanore, hiszpański franciszkanin, misjonarz, męczennik, błogosławiony katolicki[12]
  - Franciszek Pinazo, hiszpański franciszkanin, misjonarz, męczennik, błogosławiony katolicki[12]
  - Emanuel Ruiz, hiszpański franciszkanin, misjonarz, męczennik, błogosławiony katolicki[12]
  - Piotr Soler, hiszpański franciszkanin, misjonarz, męczennik, błogosławiony katolicki[12]
  - Karmel Volta, hiszpański franciszkanin, misjonarz, męczennik, błogosławiony katolicki[12]
- 31 lipca – Justyn de Jacobis, włoski lazarysta, misjonarz, biskup, święty katolicki[13]

## wrzesień 1860
- 21 września – Arthur Schopenhauer, niemiecki filozof[14]
- 26 września – Miłosz Obrenowić, książę Serbii[15]

## październik 1860
- 25 października – Józef Lê Đăng Thị, wietnamski męczennik, święty katolicki[16]
- 29 października – Kajetan Kosma Damian Errico, włoski duchowny katolicki, założyciel Zgromadzenia Misjonarzy Najświętszych Serc Jezusa i Maryi, święty[17]

## listopad 1860
- 3 listopada – Piotr Néron, francuski misjonarz, męczennik, święty katolicki[18]

## grudzień 1860
- 3 grudnia – Jan Nepomucen de Tschiderer, biskup Trydentu, błogosławiony katolicki[19]
- 6 grudnia – Marianne Jung, austriacka aktorka i tancerka, muza Goethego[20]
- 21 grudnia – Piotr Friedhofen, niemiecki zakonnik, założyciel Zgromadzenia Braci Miłosierdzia Maryi Wspomożycielki, błogosławiony katolicki[21]